# 万里小路局
万里小路局（までのこうじのつぼね、文化10年（1813年） - 明治11年（1878年）5月7日）は、江戸時代後期から幕末の大奥女中（上臈御年寄）。父は大納言・池尻暉房。名は壽賀。
江戸幕府11代将軍・徳川家斉から14代将軍・徳川家茂までの4代に渡り大奥の最高位である筆頭老女を務めた。

## 生涯

### 大奥時代
文化10年（1813年）、大納言・池尻暉房の末娘として京都にて生まれる。
天保3年（1832年）、後に江戸幕府13代将軍となる徳川家定の正室として輿入れした当時8歳の鷹司任子の世話役として江戸へ出仕。天保7年（1836年）、11代将軍・徳川家斉の寵臣である林忠英が宿元となり、家斉の将軍付小上臈として大奥に入る。その後、徳川家慶が12代将軍に就任して以降、将軍付上臈御年寄に昇格、万里小路と名を改める。この頃の大奥では、同じく上臈御年寄の姉小路が権力を握っていたとされるが、実際の筆頭老女は万里小路であった。
13代将軍・徳川家定が死去した安政5年（1858年）頃に大奥から退き桜田御用屋敷へ移る。しかし、14代将軍・徳川家茂の御世には、再び大奥への出仕を命じられた。

### 引退後
元治元年（1864年）5月29日、大奥を退き、宿元であった林忠英の四男で請西藩主・林忠交の元を頼り、江戸浜町藩邸に移り住む。慶応3年（1867年）に忠交が死去、養子の林忠崇が後継ぎとなり、慶応4年（1868年）に元部屋方の都山と共に請西藩の上総国望陀郡請西村（現在の千葉県木更津市請西）へ移り住む。その際に請西藩にある長楽寺が仮宿となり、同寺では万里小路を「まて様」と呼んでいたと伝わる。長楽寺の裏手にある真武根陣屋へ移り住む。 明治4年（1871年）には重田嘉之三郎を養子とする。
明治11年（1878年）5月7日、脳卒中により死去。享年66。戒名は松寿院殿雙円成心大姉。墓所は木更津市にある長楽寺。

## 親族
- 父：池尻暉房（大納言、宝暦12年7月5日（1762年） - 嘉永5年8月17日（1852年））
- 母：不詳[5]
- 夫：町尻量輔[6]（権中納言、享和2年3月1日(1802年) - 明治7年（1874年）6月19日）
- 養子：重田嘉之三郎（別名：鹿次郎、明治10年（1877年）10月16日に死去。享年15）

また、池尻家の系譜において、末娘は中納言・町尻量輔の正室と記載されており、大奥引退後の万里小路局が正室になったという説もある。

## 登場する作品
- 妻女たちの幕末 大奥の最高権力者 姉小路の実像（南々社、著：穂高健一）